# Steve Harvey
Broderick Stephen "Steve" Harvey (sinh ngày 17 tháng 1 năm 1957) là diễn viên hài, người dẫn chương trình truyền hình, phát thanh viên radio, diễn viên và nhà văn Mỹ. Ông từng dẫn chương trình The Steve Harvey Morning Show, Steve Harvey và Family Feud. Ông là tác giả của những cuốn sách như Act Like a Lady, Think Like a Man, được xuất bản vào tháng 3 năm 2009, và cuốn sách Straight Talk, No Chaser: How to Find and Keep a Man.
Trước đó, Harvey dẫn chương trình Showtime at the Apollo, The Steve Harvey Show, và đặc biệt làThe Original Kings of Comedy. Ông đã 6 lần đoạt Giải Daytime Emmy, và 11 lần thắng giải NAACP Image Award trong thể loại various.

## Thời niên thiếu
Harvey sinh vào ngày 17 tháng 1 năm 1957 tại Welch, West Virginia,là con trai của Jesse Harvey, một người thợ mỏ, và vợ ông ấy là Eloise. Tên của ông là Broderick, được đặt theo tên diễn viên Broderick Crawford trong một bộ phim truyền hình là Highway Patrol. Gia đình Harvey chuyển tới Cleveland, Ohio, sống tại East 112th Street, mà sau được đổi tên thành Steve Harvey Way vào năm 2015. Ông tốt nghiệp trường Glenville High School vào năm 1974. Một thời gian ngắn sau đó, ông vào trừơng Kent State University và trường West Virginia University và là thành viên của Omega Psi Phi. Ông từng là một vận động viên quyền anh, thợ máy, nhân viên bán bảo hiểm, người giặt thảm và đưa thư.

## Nghề nghiệp

### Diễn viên hài

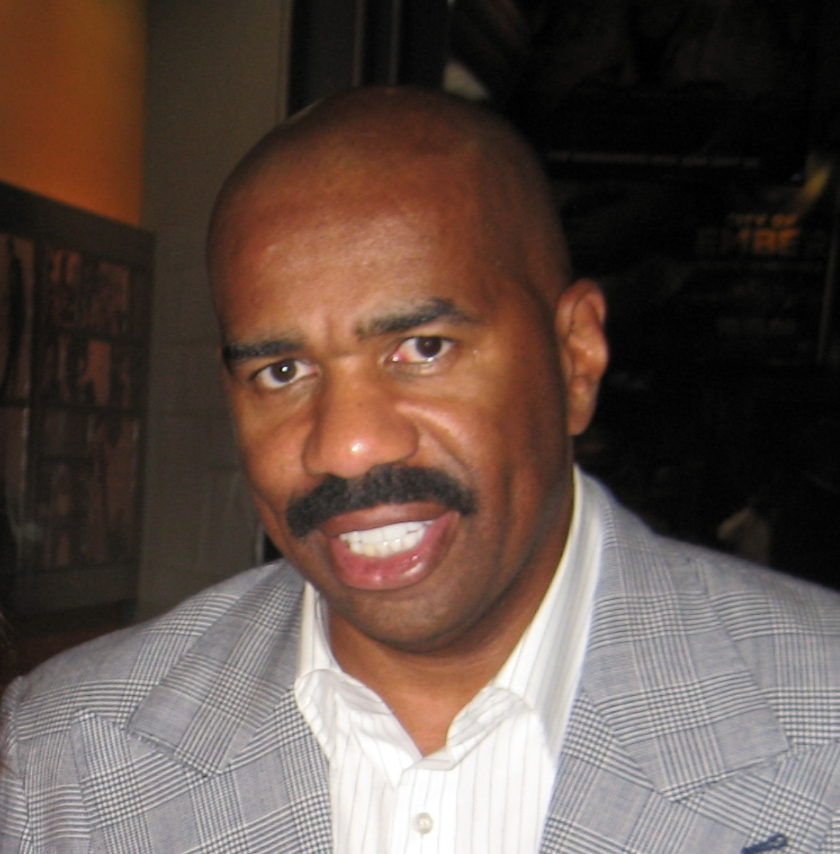
Harvey vào tháng 8 năm 2008

Lần đầu tiên Harvey diễn hài độc thoại là vào ngày 8 tháng 10 năm 1985 tại Hilarities Comedy Club ở Cleveland, Ohio. Vào cuối thập niên 1980, Harvey trở thành người vô gia cư trong ba năm. Ông ngủ ở trong chiếc xe Ford đời 1976 khi không biểu diễn tại một khách sạn, và ông tắm tại trạm xăng hoặc tại bể bơi. Rich và Becky Liss giúp Harvey có một hợp đồng làm nhân viên giặt thảm và nhân viên tín dụng ở một công ty du lịch trong thời gian đó.  Ông lọt vào chung kết cuộc thi Second Annual Johnnie Walker National Comedy Search performing vào ngày 16 tháng 4 năm 1990, cuối cùng ông được dẫn một chương trình trong thời gian dài là It's Showtime at the Apollo , thành công như Mark Curry trong vai trò đó. Thành công trong vai trò diễn viên hài độc thoại đã cho ông một vai diễn chính trong the ABC show Me and the Boys vào năm 1994. Sau này ông là ngôi sao của WB network show, The Steve Harvey Show, từ năm 1996  tới 2002. Mặc dù chương trình phổ biến, nhưng nó không bao giờ đạt được sự ủng hộ của cộng đồng người Mỹ gốc Phi. 
Vào năm 1997, Harvey tiếp tục công việc diễn viên hài độc thoại, biểu diễn tại Kings of Comedy tour cùng với Cedric the Entertainer, D.L. Hughley, và Bernie Mac. Những phần biểu diễn sau này được làm thành bộ phim làm bởi Spike Lee tên là The Original Kings of Comedy. Doanh số bán DVD khổng lồ của các bộ phim là The Original Kings of Comedy và  Don't Trip, He Ain't Through With Me Yet làm tăng sự nổi tiếng của Harvey. Ông tiếp tục phát hành một CD hip hop và R&B bởi hãng thu âm mà ông thành lập, và viết cuốn sách Steve Harvey's Big Time. Tiêu đề cuốn sách đó giống tên bộ phim hài và TV show của ông (sau này đổi tên thành Steve Harvey's Big Time Challenge), phát sóng trên mạng The WB từ 2003 cho tới 2005. Harvey cũng tung ra dòng thời trang bình dân. Vào năm 2005 ông đóng vai chính trong bộ phim Racing Stripes. Ông xuất hiện vào năm 2003 với bộ phim The Fighting Temptations cùng vớiCuba Gooding Jr. và Beyoncé Knowles. Ông lại đạt thêm thành công về mặt thương mại với cuốn sách Act Like a Lady, Think Like a Man và có một bộ phim điện ảnh ăn theo cuốn sách là Think Like A Men, một bộ phim tình cảm- hài- lãng mạn nói về một người lắng nghe những lời tư vấn hẹn hò trong cuốn sách.  
Vào năm 2008, Harvey dẫn chương trình Disney Dreamers Academy, một chương trình dành cho thiếu niên chuyên nghiệp diễn ra vaò ngày 17 tháng 1 năm 2008 tại Walt Disney World Resort ở Lake Buena Vista, Florida.
Vào ngày 2 tháng 8 năm 2012, Harvey biểu diễn vai độc lập cuối cùng tại  MGM Grand ở Las Vegas, kết thúc 27 năm trong vai trò là một diễn viên độc lập. Ông trình diễn hai giờ đồng hồ được phát sóng trực tiếp trên Pay-Per-View. "Con đường đến show diễn cuối cùng này là một hành trình vô cùng tuyệt vời, làm việc độc lập trong vòng 27 năm qua, và tôi không thể nào cảm ơn những người hâm mộ của tôi sau tất cả những sân khấu của tôi năm đó " - ông nói.

### Radio

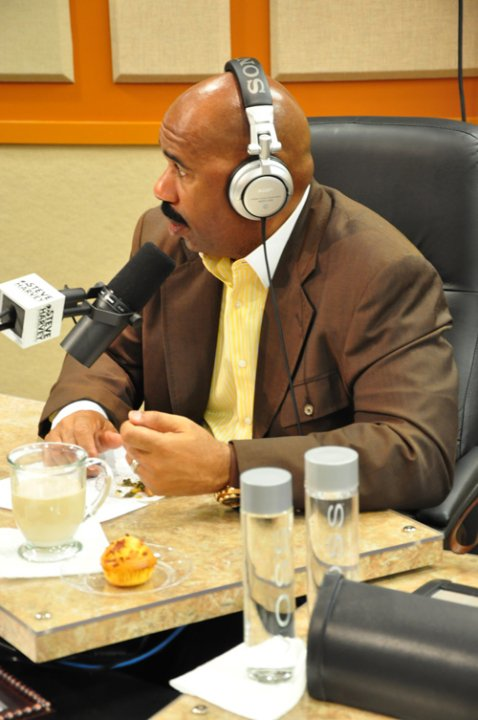
Harvey dẫn chương trinh radio năm 2010

Harvey là dẫn chương trình của một chương trình radio phát vào các ngày trong tuần, The Steve Harvey Morning Show, ban đầu chương trình được tài trở bởi Radio One, Inc. (từ tháng 9 năm 2000 tới tháng 5 năm 2005) và nó vẫn đang được phát thanh cho tới nay.

### Family Feud
Harvey từng dẫn chương trình Family Feud (tiếng ở Việt Nam như Chung Sức) vào tháng 9 năm 2010. Lượng xem chương trình đã cải thiện đáng kể khi Harvey tham gia. Tính đến tháng 11 năm 2012, nó đứng thứ hai trong số những chương trình được xem nhiều nhất trong ngày.
Harvey cũng dẫn chương trình Celebrity Family Feud, chương trình là sân chơi của những người nổi tiếng thi đấu với nhau để giành cơ hội lấy phần thưởng lên tới $25,000 để tặng cho tổ chức từ thiện của họ. Chương trình được phát sóng trong sáu tuần trong mùa hè năm 2015 tại ABC.

### Trang web hẹn hò
Vào tháng 9 năm 2014, 4, Steve Harvey mở một website mang tên Delightful để  "Giúp những người phụ nữ biết thêm nhiều thông tin hơn ".

### Steve Harvey (Phim truyền hình)
Vào tháng 9 năm 2012, Steve Harvey được chiếu tại first-run syndication. Harvey là người dẫn chương trình của American talk-variety show. Chương trình được sản xuất bởi Endemol USA và được phân phối bởi NBC Universal Television Distribution tại Mỹ và Canada. Chương trình được ghi sẵn tại Chicago, Illinois tại studio WMAQ. Chương trình được đổi mới khi vào năm 2016.

### Cuộc thi Hoa hậu Hoàn vũ 2015
Vào tháng 12 năm 2015, Steve Harvey là người dẫn chương trình cuộc thi Hoa hậu Hoàn vũ Miss Universe 2015 tại Las Vegas (Mỹ). Khi công bố kết quả cuối cùng, ông đã đọc nhầm tên Á hậu 1, Ariadna Gutiérrez (Colombia) là người chiến thắng. Một vài phút sau khi cô đăng quang, Steve Harvey trở lại thông báo rằng ông đã đọc nhầm kết quả, và Pia Wurtzbach (Philippines) mới là Hoa hậu Hoàn vũ 2015. Ông đã xin lỗi Pia Wurtzbach ngoài hậu trường, và sau đó ông đăng lên mạng xã hội Twitter lời xin lỗi tới cả hai thí sinh.

## Đời sống riêng tư
Harvey đã kết hôn ba lần và có bảy đứa con. Ông có hai đứa con gái sinh đôi, Karli and Brandi (sinh năm 1982), và một con trai Broderick Steve Jr. (sinh năm 1991),từ người vợ đầu tiên của ông Marcia Harvey. Harvey cũng có một người con trai khác, Wynton (sinh 1997), từ người vợ thứ hai của ông Mary Shackelford. Họ đã ly dị vào tháng 11 năm 2005. Trong năm 2011, Collin County (Texas) thẩm phán thứ 199 của Toàn án Quận Robert Dry bày tỏ sự quan ngại về việc Mary Harvey đưa thông tin thất thiệt về việc ly dị của họ rằng cô ta không nhận đầy đủ bồi thường.
Vào tháng 6 năm 2007, ông kết hôn với  Marjorie Bridges, người mà ông nói đã làm cho ông trở thành người đàn ông tốt hơn và thay đổi cuộc đời ông. Marjorie Harvey có 3 đứa con từ các cuộc hôn nhân đầu tiên của mình, Morgan Harvey (sinh 1987), Jason Harvey (sinh 1991), and Lori Harvey (sinh 1997). Steve coi những đứa trẻ đó như con đẻ của mình. Steve và Marjorie có cùng nhau ba đứa cháu, Rose Harvey (sinh năm 2014) và  Noah Harvey (Ngày 21 tháng 8,2015), từ cuộc hôn nhân của Jason và Amanda, và con gái của Morgan- Elle (sinh 2015) cùng chồng cô Kareem. Harvey và gia đình ông hay đến Atlanta (nơi có chương trình radio của ông và Feud) và Chicago (nơi ông dẫn chương trình cho NBCUniversal từ hãng sản xuất Chicago studios, mặc dù ông dẫn chương trình radio khá là tốt).

## Đóng phim

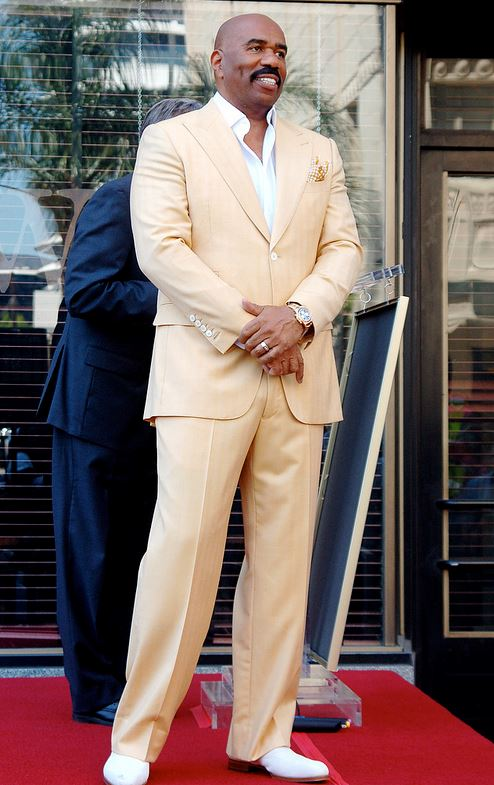
Harvey nhận cho mình một ngôi sao trên Đại Lộ Danh Vọng tại Hollywood năm 2013

### Truyền hình
| Năm             | Tên                               | Vai trò                          | Ghi chú                                         |
| --------------- | --------------------------------- | -------------------------------- | ----------------------------------------------- |
| 1993–2000       | Showtime at the Apollo            | Dẫn chương trình                 |                                                 |
| 1994–1995       | Me and the Boys                   | Steve Tower                      | 19 tập                                          |
| 1996–2002       | The Steve Harvey Show             | Steve Hightower                  | 122 tập;còn sản xuất                            |
| 2001            | The Proud Family                  | The Credit Card (mượn giọng nói) | Tập: "Don't Leave Home Without It"              |
| 2002, 2003      | Essence Awards                    | Dẫn chương trình                 |                                                 |
| 2002            | My Wife and Kids                  | Steve                            | Tập: "Jay the Artist"                           |
| 2003            | The Parkers                       | Mr. Barnes                       | Tập: "The Hold Up"                              |
| 2003–2005       | Steve Harvey's Big Time Challenge | Dẫn chương trình                 | Đồng sản xuất                                   |
| 2004, 2005      | BET Comedy Awards                 | Dẫn chương trình                 |                                                 |
| 2010            | Who Wants To Be a Millionaire     | Khách mời                        | 5 tập                                           |
| 2010–tới nay    | Family Feud                       | Dẫn chương trình                 |                                                 |
| 2012            | Praise the Lord                   | Khách mời                        | Ngày 30 tháng 11                                |
| 2012–tới nay    | Steve Harvey                      | Dẫn chương trình                 |                                                 |
| 2013            | NAACP Image Awards                | Dẫn chương trình                 |                                                 |
| 2015–2019, 2021 | Miss Universe                     | Dẫn chương trình                 | Năm 2020, Harvey không tham dự vì lý do cá nhân |
| 2016-tới nay    | "Little Big Shots"                | Dẫn chương trình                 |                                                 |

### Phim
| Năm  | Tên                          | Vai trò          | Ghi chú                            |
| ---- | ---------------------------- | ---------------- | ---------------------------------- |
| 2000 | The Original Kings of Comedy | Dẫn chương trình |                                    |
| 2003 | The Fighting Temptations     | Miles the DJ     |                                    |
| 2003 | Love Don't Cost a Thing      | Clarence Johnson |                                    |
| 2004 | Johnson Family Vacation      | Mack             |                                    |
| 2004 | You Got Served               | Mr. Rad          |                                    |
| 2005 | Racing Stripes               | Buzz the Fly     | Diễn viên lồng tiếng               |
| 2009 | Madea Goes to Jail           | Dẫn chương trình | Diễn viên khách mời                |
| 2012 | Think Like a Man             | Dẫn chương trình | Diễn viên khách mời; Đồng sản xuất |

## Giải thưởng và danh dự
- Bốn lần thắng giải: NAACP Image Awards Outstanding Actor in a Comedy Series (1999, 2000, 2001, 2002)
- Ba lần thắng giải: NAACP Image Awards Outstanding Comedy Series (as star of The Steve Harvey Show – 2000, 2001, 2002)
- 2001: NAACP Image Awards Entertainer of the Year
- 2007: Syndicated Personality/Show of the Year – tạp chí Radio & Recordsí[44]
- 2011: BET Humanitarian Award – 2011 BET Awards[45]
- 2013: Dẫn chương trình được yêu thích nhất– 39th People's Choice Awards[46]
- 2013: Có ngôi sao tại Hollywood Walk of Fame[7][47]
- Hai lần thắng giải: NAACP Image Awards Outstanding News/Talk/Info Series (as host of Steve Harvey – 2014, 2015)[48]
- 2014: Daytime Emmy Award for Outstanding Game Show Host[49]
- 2014: Daytime Emmy Award for Outstanding Talk Show Informative (as host of Steve Harvey)[49]
- 2015: East 112th Street in Cleveland honorarily named Steve Harvey Way[9]
- 2015: NAACP Image Awards Outstanding Host – Talk/Reality/Variety/News/Information[48]
- 2015: Daytime Emmy Award for Outstanding Talk Show Informative (as host of Steve Harvey)